# Pablo Valenzuela
Pablo de Tarso Rafael Antonio Valenzuela Valdés (Santiago, 13 de junio de 1941) es un bioquímico y empresario chileno.
Es destacado por ser uno de los pioneros en el desarrollo de la biotecnología en su país y en el mundo.Obtuvo el Premio Nacional de Ciencias Aplicadas y Tecnológicas de Chile en 2002.
Entre sus principales aportes, se encuentran el haber participado en la creación de la vacuna contra el virus de la hepatitis B, el descubrimiento del virus de la hepatitis C y el desarrollo de un proceso para producir insulina humana a partir de levaduras; además, bajo su dirección, científicos clonaron y secuenciaron el virus del sida.

## Vida
Es hijo de Fernando Alberto Valenzuela y Carmen Valdés Vásquez. Se encuentra casado con Bernardita Méndez Velasco, tienen cuatro hijos hombres y la cantante Francisca Valenzuela.
En el rubro empresarial, es fundador de Bios-Chile, una de las principales empresas del rubro biotecnológico en Chile, y cofundador de la compañía biotecnológica Chiron Corporation, empresa líder a nivel mundial. En 1997 fundó, junto con Bernardita Méndez, la Fundación Ciencia para la Vida, desde la cual ha dirigido investigaciones enfocadas a producir innovaciones científicas y tecnológicas en Chile.
Además, ha creado y dirigido algunos núcleos de investigación orientados al desarrollo de la ciencia y la tecnología en el sector productivo chileno. En su trayectoria internacional, ha ocupado cargos como el de consultor de la Organización de las Naciones Unidas para el Desarrollo Industrial y el de asesor del Congreso de los Estados Unidos en la Oficina de Evaluación Tecnológica. Asimismo, ha sido miembro del panel de asesores científicos del Centro de Ingeniería Genética y Biotecnología de las Naciones Unidas.

## Reconocimiento
- 2002: Premio Nacional de Ciencias Aplicadas y Tecnológicas de Chile.
- 2009: Doctor Scientiae et Honoris , por la Universidad San Sebastián[5]